# Aciagrion walteri
Aciagrion walteri là một loài chuồn chuồn kim trong họ Coenagrionidae.
Aciagrion walteri được miêu tả khoa học năm 1994 bởi Carfi & D'Andrea.